# قائمة جولات ريانا الموسيقية

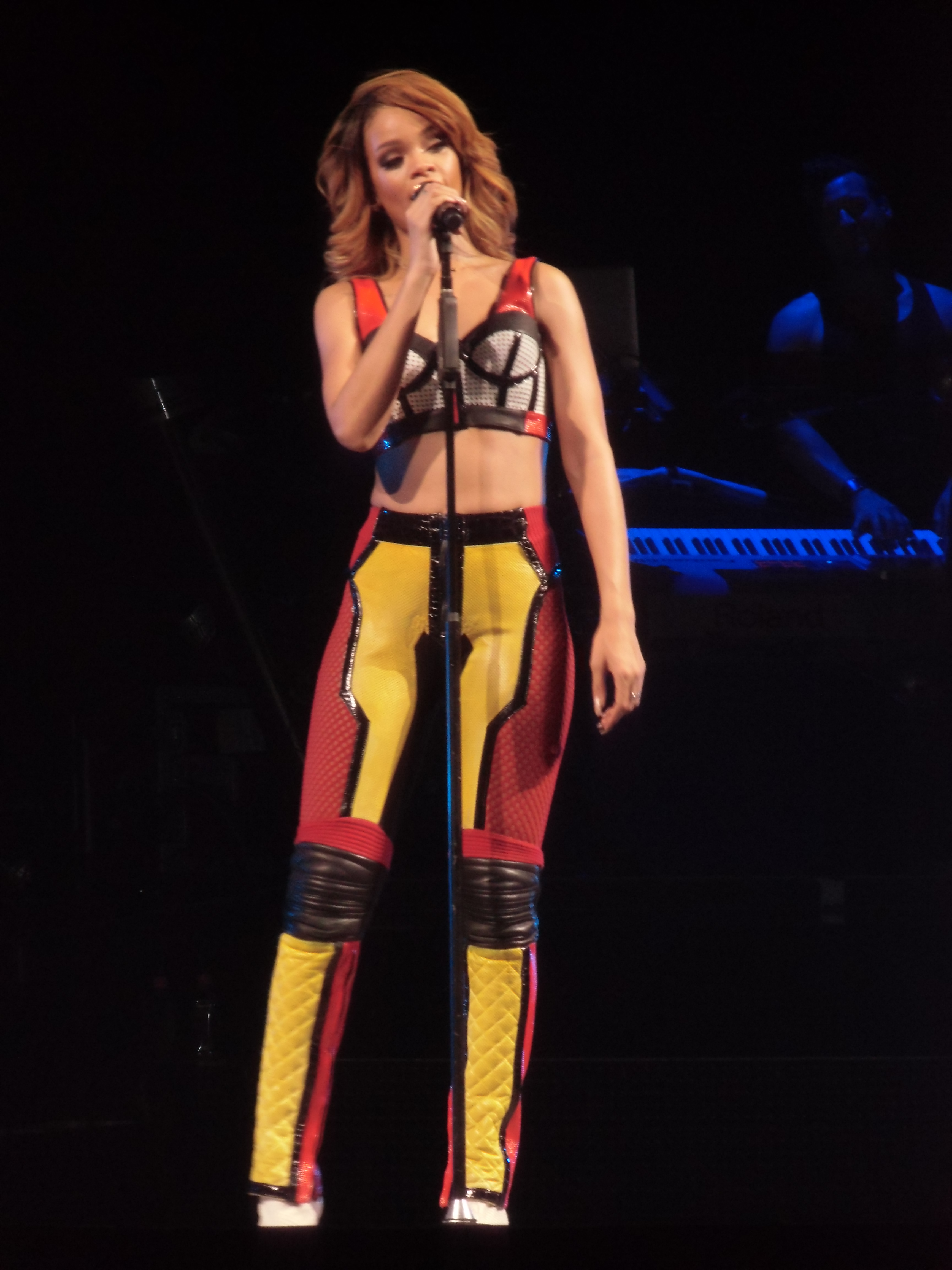
ريانا أثناء دايموندز وورلد تور، 2013.

لدى المغنية البربادوسية ريانا ستة جولات موسيقية، أربع منها كانت في جميع أنحاء العالم. في 2005، شرعت ريانا في جولتها الترويجية الأولى بعنوان سيكرت سباركل بودي سبراي تور وأيضاً كأداء مساند لغوين ستيفاني في جولتها بعنوان هاراجوكو لوفرز تور. في 2006، شرعت ريانا في جولتها الأولى، بعنوان ريانا: لايف إن كونسرت تور، في أمريكا الشمالية فقط لدعم ألبومها الإستديو الأول والثاني، ميوزك أوف ذا سن (2005) وآ غرل لايك مي (2006). في نفس العام، واصلت ريانا كأداء مساند في بي سي دي وورلد تور مع البوسيكات دولز، روك ذا بلوك تور مع جي-زي وني-يو، ومونكي بزنس تور مع البلاك آيد بيز. في 2007، شرعت ريانا في جولتها الثانية، بعنوان غود غرل غون باد تور، لدعم ألبومها الإستديو الثالث، غود غرل غون باد (2007). في 2008، قامت ريانا بالغناء في سلسلة من حفلات خيرية ترويجية، بعنوان آ غرلز نايت أوت، لصالح «موسسة بيليف». في نفس العام، شاركت ريانا في جولة كانييه ويست كأداء مساند، بعنوان غلو إن ذا دارك تور.
في 2010، شرعت ريانا في جولتها الثالثة، بعنوان لاست غرل أون إرث تور، لدعم ألبومها الإستديو الرابع، رايتد آر (2009). في 2011، شرعت ريانا في جولتها الرابعة، بعنوان لاود تور، لدعم ألبومها الإستديو الخامس، لاود (2010). في 2012، شرعت ريانا في جولة ترويجية لمدة سبعة أيام بعنوان 777 تور، لترويج ألبومها الإستديو السابع القادم. في 2013، شرعت ريانا في جولتها الخامسة، بعنوان دايموندز وورلد تور، لدعم ألبومها الإستديو السابع، أنوبولوجيتيك (2012). في 2014، شرعت ريانا في جولتها السادسة المصغرة المشتركة مع الرابر الأمريكي إمينم، بعنوان ذا مونستر تور.

## الجولات الموسيقية

### جولات موسيقية منفردة
| السنة | العنوان                   | المدة | عدد العروض |
| --- | ------------------------- | --- | ---------- |
| 2006 | ريانا: لايف إن كونسرت تور | 1 يوليو، 2006 – 29 سبتمبر، 2006 (أمريكا الشمالية) | 27         |
| كانت ريانا: لايف إن كونسرت تور جولة ريانا الأولى. لدعم أول ألبومين لها، ميوزك أوف ذا سن (2005) وآ غرل لايك مي (2006).     |                           | |            |
| 2009-2007 | غود غرل غون باد تور       | 15 سبتمبر، 2007 – 23 أكتوبر، 2007 (أمريكا الشمالية) 11 نوفمبر، 2007 – 23 مارس، 2008 (أوروبا) 5 أبريل، 2008 (آسيا) 4 يوليو، 2008 (أمريكا الشمالية) 12 يوليو، 2008 (أفريقيا) 15 يوليو، 2008 (أوروبا) 27 أكتوبر، 2008 - 11 نوفمبر، 2008 (أوقيانوسيا) 13 نوفمبر، 2008 - 16 نوفمبر، 2008 (آسيا) 22 يناير، 2009 - 24 يناير، 2009 (أمريكا الشمالية)          | 80         |
| كانت غود غرل غون باد تور جولة ريانا الأولى عالمياً والثانية إجمالياً. لدعم ألبومها الإستديو الثالث، غود غرل غون باد (2007). |                           | |            |
| 2010–2011 | لاست غرل أون إرث تور      | 16 أبريل، 2010 - 6 يونيو، 2010 (أوروبا) 4 يوليو، 2010 - 28 أغسطس، 2010 (أمريكا الشمالية) 25 فبراير، 2011 - 12 مارس، 2011 (أستراليا) | 67         |
| كانت لاست غرل أون إرث تور جولة ريانا الثانية عالمياً والثالثة إجمالياً. لدعم ألبومها الإستديو الرابع، رايتد آر (2009).      |                           | |            |
| 2011 | لاود تور                  | 4 يونيو، 2011 - 5 أغسطس، 2011 (أمريكا الشمالية) 15 أغسطس، 2011 - 21 أغسطس، 2011 (أوروبا) 17 سبتمبر، 2011 - 23 سبتمبر، 2011 (أمريكا الجنوبية) 29 سبتمبر، 2011 - 22 ديسمبر، 2011 (أوروبا) | 98         |
| كانت لاود تور جولة ريانا الثالثة عالمياً والرابعة إجمالياً. لدعم ألبومها الإستديو الخامس، لاود (2010).                      |                           | |            |
| 2013 | دايموندز وورلد تور        | 8 مارس، 2013 - 5 مايو، 2013 (أمريكا الشمالية) 24 مايو، 2013 (أفريقيا) 26 مايو، 2013 - 28 يوليو، 2013 (أوروبا) 13 سبتمبر، 2013 - 22 سبتمبر، 2013 (آسيا) 24 سبتمبر، 2013 - 8 أكتوبر، 2013 (أوقيانوسيا) 13 أكتوبر، 2013 - 16 أكتوبر، 2013 (أقريقيا) 19 أكتوبر، 2013 - 22 أكتوبر، 2013 (الشرق الأوسط) 26 أكتوبر، 2013 - 15 نوفمبر، 2013 (أمريكا الشمالية) | 96         |
| كانت دايموندز وورلد تور جولة ريانا الرابعة عالمياً والخامسة إجمالياً. لدعم ألبومها الإستديو السابع، أنوبولوجيتيك (2012).    |                           | |            |

### جولات موسيقية مشتركة
| السنة | العنوان       | الأداء المشترك | المدة                                          | عدد العروض |
| --- | ------------- | -------------- | ---------------------------------------------- | ---------- |
| 2014 | ذا مونستر تور | إمينم          | أغسطس، 2014 - 23 أغسطس، 2014 (أمريكا الشمالية) | 6          |
| كانت ذا مونستر تور هي جولة ريانا السادسة المصغرة المشتركة مع الرابر إمينم، عبارة عن ستة عروض موسيقية في الولايات المتحدة. |               |                |                                                |            |

## جولات ترويجية
| السنة | العنوان                     | الألبوم المروج  |
| ----- | --------------------------- | --------------- |
| 2005  | سيكرت سباركل بودي سبراي تور | ميوزك أوف ذا سن |
| 2008  | آ غرلز نايت أوت             | غود غرل غون باد |
| 2012  | 777 تور                     | أنوبولوجيتيك    |

## أداء مساند
| السنة | العنوان            | الألبوم المروج  |
| ----- | ------------------ | --------------- |
| 2005  | هاراجوكو لوفرز تور | ميوزك أوف ذا سن |
| 2006  | بي سي دي وورلد تور | آ غرل لايك مي   |
| 2006  | روك ذا بلوك تور    | آ غرل لايك مي   |
| 2006  | مونكي بزنس تور     | آ غرل لايك مي   |
| 2008  | غلو إن ذا دارك تور | غود غرل غون باد |